# Viggo Hørup
Viggo Lauritz Bentheim Hørup, född den 22 maj 1841, död den 15 februari 1902, var en dansk jurist, politiker, redaktör och minister, kusin till poeten Holger Drachmann och författaren Erna Juel-Hansen.
Viggo Hørup var gift med lärarinnan Emma Hørup med vilken han fick barnen Ellen och Svend Hørup. 
Viggo Hørup var, jämte Lars Bjørnbak, en ledande pionjär när det gällde dansk antimilitarism, journalistik och parlamentarism. 
En staty över Viggo Hørup finns sedan 1908 uppsatt i Kongens Have i Köpenhamn. 
Hørup blev juris kandidat 1867 och arbetade därefter som journalist i venstretidningen Morgenbladet 1873–1884, 1881–1883 som redaktör och medutgivare av tidningen. Tillsammans med Edvard Brandes grundade han tidningen Politiken 1884, och var redaktör och medutgivare av tidningen fram till 1901.
Ursprungligen estetiskt inriktad, kom Hørup med tiden att bli helt betagen av politiken. 1876 valdes han in i Folketinget för Det Forenede Venstre. Som saklig kraft betydde han mycket lite, det var istället som talare och skribent han visade sin styrka. 1878 formerade han slagordet Ingen över och ingen vid sidan av Folketinget, och mot högerns försvarsvilja utslungade han sitt hånfulla Hvad skal det nytte?. Hørup var framför allt kritikern och polemikern, hans hänsynslöshet var större än hans takt. Han kom att stå som negativitetens mästare i dansk politik, en energisk förkämpe för Visnepolitikken (Venstres politik under 1880-talet), och en hårdnackad motståndare till allt reformsamarbete med Högern. Då Forenede Venstre upplöstes 1878, bildade Hørup tillsammans med Christen Berg Folkelige Venstre och vid gruppens klyvning 1884, då Berg tillsammans med Frede Bojsen bildade Danske Venstre, kom Hørup att bli ledare för den av bröderna Brandes färgade "europeiska" vänstern. Med skärpa stred man mot högern och provisorierna men önskade dock i motsats till Berg 1887–1888 förlikning med regeringen. Senare förenade sig Berg och Hørup mot Bojsen.
Hørup var 1878–1892 medlem av finansutskottet, varav 1883–1884 som ordförande och var statsrevisor 1879–1892 samt 1895–1900.
Efter Bergs död 1890 ledde Hørup motståndet mot samarbete med högern och efter överenskommelsen om Köpenhamns befästning 1894 bildade 
han Venstrereformpartiet tillsammans med en grupp andra missnöjda antimilitarister.
1889–1890 satt han fängslad i tre månader för överträdelse av pressprovisoriet. Hørup miste 1892 sin plats i Folketinget till den sedermera som storsvindlare kände mångårige justitieministern P A Alberti.
Då Venstrereformpartiet i juli 1901 övertog regeringen, blev Hørup trafikminister. Han avled redan 1902.